# Jyllandsserien (fodbold)
 For alternative betydninger, se Jyllandsserien. (Se også artikler, som begynder med Jyllandsserien)
Jyllandsserien er den sjettebedste fodboldrække (en blandt flere) i Danmarksturneringen.
Det er den bedste fodboldrække for herrer administreret af lokalunionen Jydsk Boldspil-Union (JBU). Serien består om efteråret af i alt 32 hold, opdelt i 4 puljer med hver 8 hold, som spiller 14 kampe ude og hjemme. Nummer 1-4 i hver pulje rykker op i forårets Jyllandsserie 1, mens nummer 8 samt de to dårligste nummer 7 (beregnet ud fra point og målscore) rykker ned i serie 1. De resterende hold placeres i forårets jyllandsserie 2 sammen med de seks oprykkere fra serie 1. 
Efter forårssæsonen rykker nummer 1 fra de to jyllandsserie 1-puljer op i Danmarksserien, mens de to nr 2 spiller playoff kamp om en tredje oprykningsplads. De resterende hold fortsætter i efterårets jyllandsserie.
I jyllandsserie 2 spilles der udelukkende om at undgå nedrykning. Nummer 6-8 i de to jyllandsserie 2-puljer rykker efter forårssæsonen ned i serie 1, mens de resterende hold fortsætter i efterårets jyllandsserie sammen med de seks oprykkere fra serie 1. 